# Верхний Малый Сернур
Верхний Малый Сернур (мар. Чемей почиҥга) — деревня в Сернурском районе Республики Марий Эл. Входит в состав Сердежского сельского поселения.

## География
Находится в северо-восточной части республики Марий Эл на расстоянии приблизительно 3 км на северо-восток от районного центра поселка Сернур.

## История
Известна с 1836 года как починок, где числилось 4 двора, проживали 46 человек. В 1877—1883 годах в починке значилось 17 дворов, 20 домов. В 1884—1885 годах в починке в 20 дворах проживали 120 человек. В 1925 году в деревне проживали 113 человек, мари. В 1926 году насчитывалось 23 двора. В 1927 году — 21 хозяйство, проживал 101 человек. В 1930 году проживали 115 человек. В 1975 году в деревне числилось 20 хозяйств, 116 жителей. В 1988 году — 14 домов, 35 человек. К 2003 году в деревне осталось 9 дворов. В советское время работали колхозы «У илыш», «Победа», позднее СХПК «Лаж» и агрофирма «Сернурская».

## Население
Население составляло 25 человека (мари 100 %) в 2002 году, 17 в 2010.